# Doddasaggere, Koratagere
Doddasaggere là một làng thuộc tehsil Koratagere, huyện Tumkur, bang Karnataka, Ấn Độ.